# Xarope de milho

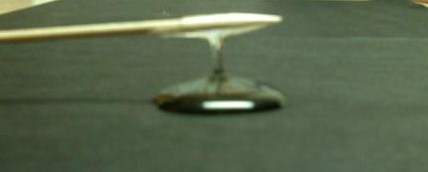
Xarope de milho sobre uma superfície escura

O xarope de milho é um líquido doce e pegajoso utilizado como adoçante para confeitaria. É feito a partir de amido de milho, e é composto principalmente de glicose. Contém uma quantidade grande de maltose. O xarope de milho é usado na indústria culinária para tornar a textura do alimento mais leve, aumentar volume, prevenir cristalização do açúcar e salientar sabor.
O termo geral “xarope de glicose” é frequentemente mais usado como sinônimo de xarope de milho, uma vez que, nos Estados Unidos, ele é feito mais comumente de amido de milho. Tecnicamente, xarope de glicose é qualquer líquido de amido hidrolisado de mono-, di- e sacarídeos de cadeia grande e pode ser feito a partir de qualquer fonte de amido. Trigo, mandioca e batata são outras das fontes mais usadas.